# Luigi Zandomeneghi

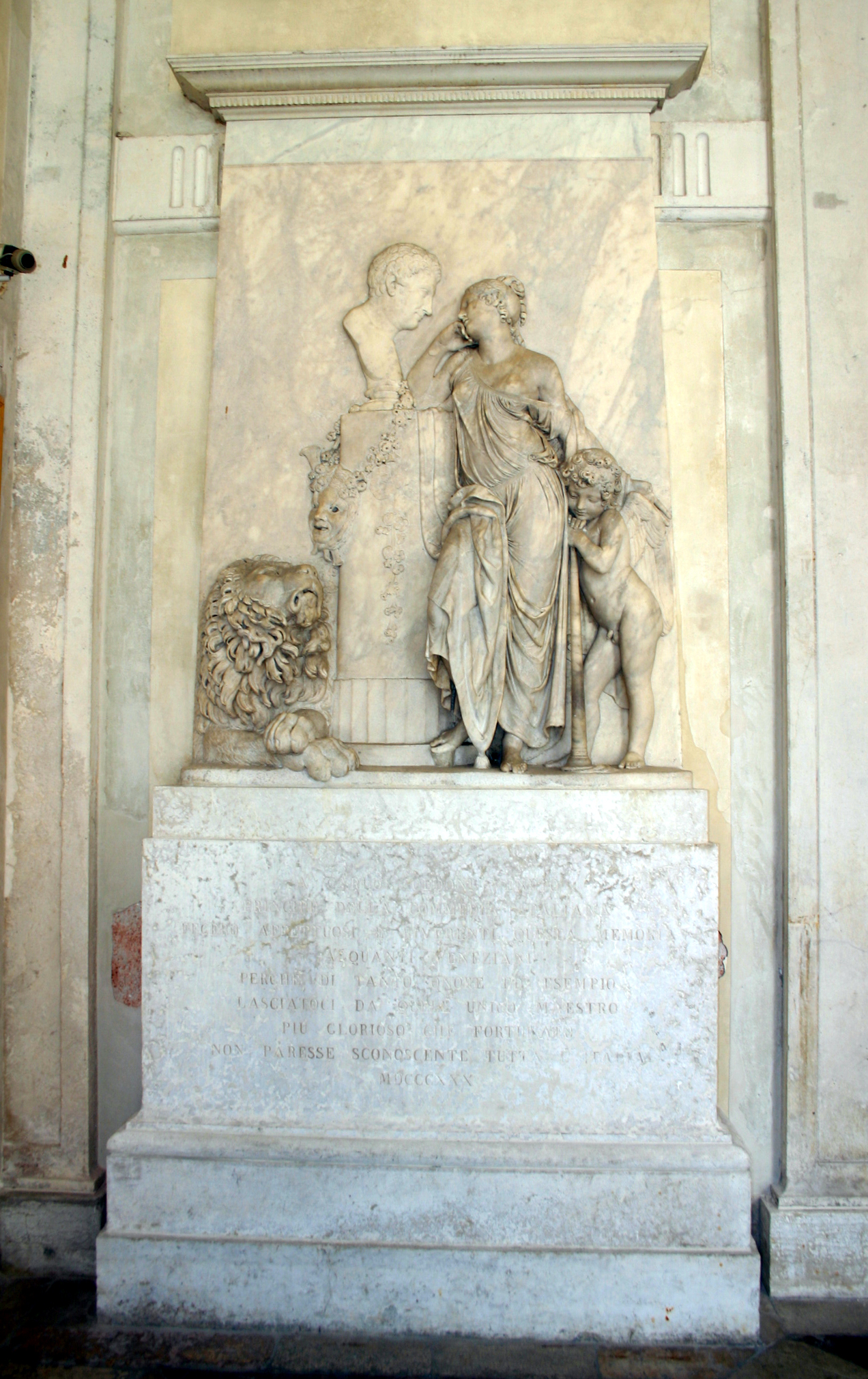
Beeld voor Carlo Goldoni, in het Teatro La Fenice in Venetië

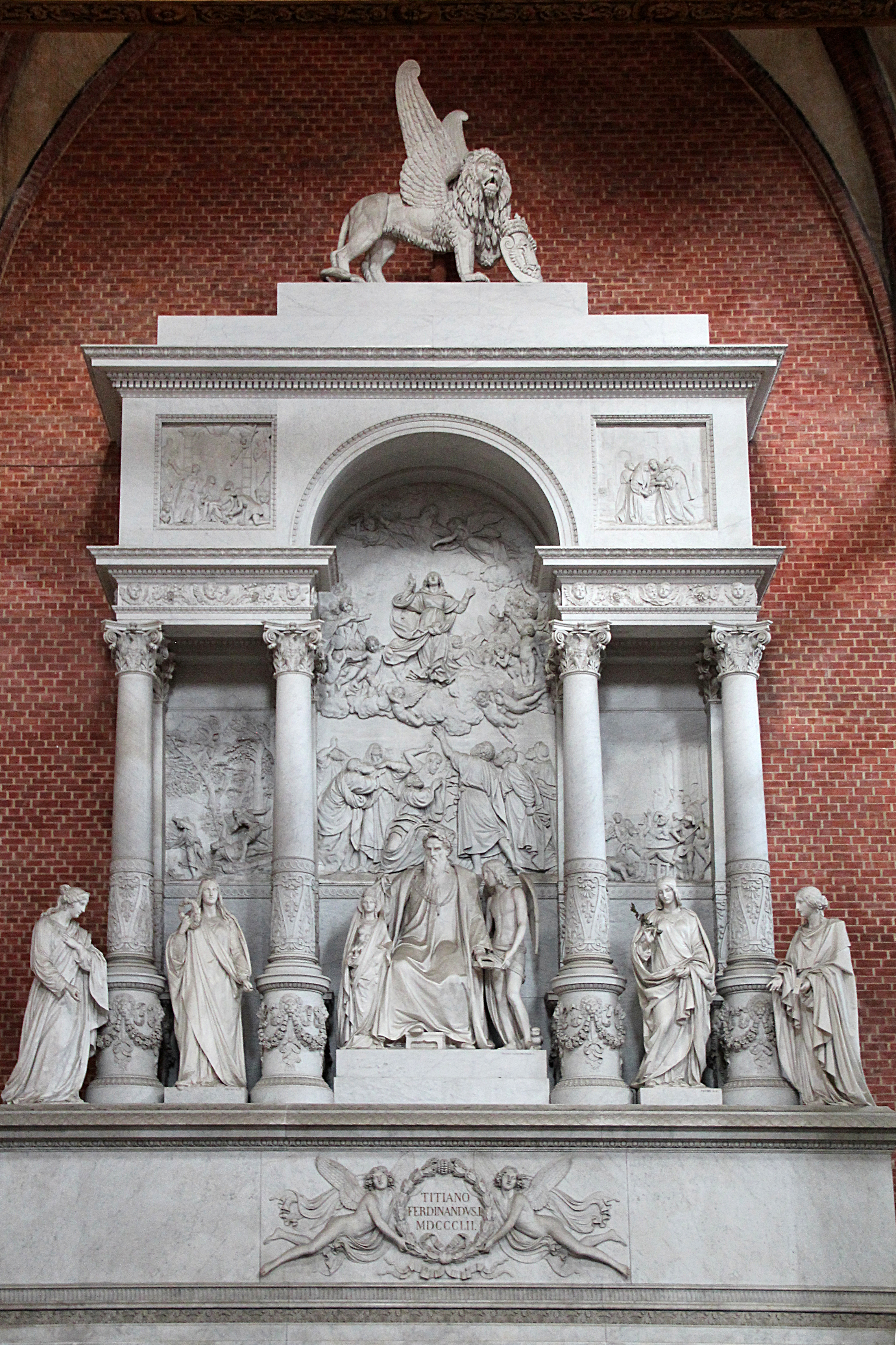
Grafmonument van Titiaan, Basilica Santa Maria Gloriosa dei Frari in Venetië

Luigi Zandomeneghi (Colognola ai Colli, 20 februari 1779 – Venetië, 15 mei 1850) was een Italiaans beeldhouwer en schilder. Hij was voornamelijk actief als beeldhouwer en docent beeldhouwkunst in Venetië ten tijde van het koninkrijk Lombardije-Venetië, een vorstendom onder Oostenrijks bestuur.

## Levensloop

### Republiek Venetië
Zandomeneghi groeide op in het dorp Colognola ai Colli nabij Verona, gelegen in de republiek Venetië. Zijn ouders waren Pietro Zandomeneghi, handelaar, en Caterina Gonzato. In 1786 zag de familie zwarte sneeuw zodat Zandomeneghi als knecht hielp op een boerderij en nadien bij een koetsenmaker in Verona. In Verona werd zijn talent voor beeldhouwwerk opgemerkt, zodat zijn vader de toestemming gaf voor een opleiding tot beeldhouwer in Venetië, de hoofdstad van de republiek. In 1795 startte Zandomeneghi in het atelier van Giovanni Ferrari en was hij student aan de Academie voor Schone Kunsten. In 1797 hield de republiek op te bestaan door de Franse inval.

### Oostenrijks bestuur
Na de Fransen bestuurden Oostenrijk Venetië (1798). Zandomeneghi was leraar geworden om tekenles te geven over naaktmodellen. Daarnaast hield hij zich bezig met gipsen afgietsels te maken van beelden uit de Romeinse Oudheid. Twee mecenassen in Venetië namen Zandomeneghi in dienst als beeldhouwer: het waren Girolamo Ascanio Molin en graaf Tommaso degli Obizzi (circa 1800). Zij bezorgden hem bestellingen van klanten uit hun vriendenkring. Graaf Obizzi stierf in 1803 en Molin verdween. Zandomeneghi zat zonder werk. 
In Rome ging hij in de leer bij Antonio Canova, een beeldhouwer bekend voor zijn neoclassicistische stijl, die het werk van Zandomeneghi definitief beïnvloedde. Hij huwde in 1805 met Maria Ghislanzoni, dochter van de secretaris van graaf Obizzi. Het echtpaar kreeg acht kinderen.
Tot 1819 aanvaardde Zandomeneghi opdrachten van allerlei slag. Dit kon gaan om metaal gieten, tuinbeelden plaatsen, huizen decoreren of pentekeningen maken. Hij hielp ook het Arsenaal met houten versieringen in de schepen. Voor Aubin-Louis Millin, een antiquair uit Parijs, maakte hij tientallen tekeningen van kunstwerken in Venetië. Voor de pauselijke consul in Venetië vervaardigde hij een bas-reliëf dat de triomf van de religie voorstelt; dit was een geschenk voor paus Pius VII. Ter gelegenheid van het vierde huwelijk van keizer Frans I van Oostenrijk (1816) maakte hij een siervaas; het thema was Aldobrandinische Hochzeit. Dit was een Romeins fresco over een huwelijksfeest dat in bezit geweest was van kardinaal Cinzio Passeri Aldobrandini (1551-1610), vandaar de naam van het Romeinse fresco.
Vanaf 1819 tot het einde van zijn leven was Zandomeneghi docent beeldhouwkunst aan de Academie van Schone Kunsten in Venetië. Naast een vast inkomen ontving hij ambtshalve talrijke opdrachten. Hij kreeg zoveel opdrachten dat hij zijn leerlingen inschakelde; het ging om grafmonumenten in Venetiaanse kerken, engelenbeelden voor kathedralen en andere religieuze beelden zoals bovenop de altaren. Tevens hield hij zich bezig met de verfraaiing van het Palazzo Papafava in Padua en het grafmonument van Karl Theodor von Dalberg, prins-aartsbisschop van Regensburg. Hij tekende het beeldhouwwerk van de aartsengel Gabriel (1821) voor de klokkentoren op het San Marcoplein. Voor het Teatro La Fenice maakte hij een bas-reliëf ter ere van Carlo Goldoni, nadat het theater was afgebrand in 1836. Hij ontwierp een sleepkar zonder wielen om rotsblokken te transporteren tot binnen een villa. Samen met andere oud-leerlingen van Antonio Canova realiseerde hij diens grafmonument in de Basilica di Santa Maria Gloriosa dei Frari in Venetië.
Voor de stad Venetië zetelde Zandomeneghi in commissies voor kunstwerken. In 1838 verleende keizer Ferdinand I van Oostenrijk hem de titel van keizerlijk adviseur voor schone kunsten. Zandomeneghi zetelde in de Academie voor Schone Kunsten in Wenen en Milaan vanaf 1838, in Bologna, Florence en Modena vanaf 1847.
Het monumentale beeldhouwwerk waaraan Zandomeneghi zijn energie besteedde in zijn laatste levensjaren was het grafmonument van Titiaan. Deze hofschilder van de Habsburgers lag al twee eeuwen begraven in de Basilica di Santa Maria Gloriosa dei Frari. Een decreet van Ferdinand I van Oostenrijk vorderde een monumentaal grafmonument voor Titiaan (1839). Zandomeneghi startte eraan in 1842, samen met zijn zonen Pietro (1806-1866) en Andrea (1814-1864). Het werk slorpte hem helemaal op. In 1847 werd hij verlamd en moest hij het beeldhouwen staken; zijn zoon Pietro leidde verder het project, ook na Zandomeneghi’s overlijden in 1850. In 1852 werd het monument ingehuldigd doch Ferdinands opvolger Frans Jozef I was niet geïnteresseerd om aanwezig te zijn omdat hij niet wenste geassocieerd te worden met zijn weinig geliefde voorganger.

## Kleinzoon
Een kleinzoon was Federico Zandomeneghi, een kunstschilder. Hij was een zoon van Pietro Zandomeneghi.